# Jona Efoloko
Jona Efoloko (Kinsasa, R. D. del Congo, 23 de septiembre de 1999) es un deportista británico que compite en atletismo, especialista en las carreras de relevos.
Ganó una medalla de bronce en el Campeonato Mundial de Atletismo de 2022 y una medalla de oro en el Campeonato Europeo de Atletismo de 2022, ambas en la prueba de 4 × 100 m.

## Palmarés internacional
| Campeonato Mundial | Campeonato Mundial      | Campeonato Mundial | Campeonato Mundial |
| Año                | Lugar                   | Medalla            | Prueba             |
| ------------------ | ----------------------- | ------------------ | ------------------ |
| 2022               | Eugene (Estados Unidos) | Medalla de bronce  | 4 × 100 m          |
| Campeonato Europeo |                         |                    |                    |
| Año                | Lugar                   | Medalla            | Prueba             |
| 2022               | Múnich (Alemania)       | Medalla de oro     | 4 × 100 m          |